# Трітеній-де-Жос (комуна)
Трітеній-де-Жос (рум. Tritenii de Jos) — комуна у повіті Клуж в Румунії. До складу комуни входять такі села (дані про населення за 2002 рік):
- Клапа (106 осіб)
- Колонія (478 осіб)
- Педурень (1369 осіб)
- Трітеній-Хотар (353 особи)
- Трітеній-де-Жос (1601 особа)
- Трітеній-де-Сус (1159 осіб)

Комуна розташована на відстані 289 км на північний захід від Бухареста, 37 км на південний схід від Клуж-Напоки.

## Населення
За даними перепису населення 2002 року у комуні проживали 5066 осіб.
Національний склад населення комуни:
| Національність | Кількість осіб | Відсоток |
| -------------- | -------------- | -------- |
| румуни         | 4610           | 91,0%    |
| угорці         | 417            | 8,2%     |
| цигани         | 38             | 0,8%     |
| українці       | 1              | < 0,1%   |

Рідною мовою назвали:
| Мова       | Кількість осіб | Відсоток |
| ---------- | -------------- | -------- |
| румунська  | 4656           | 91,9%    |
| угорська   | 406            | 8,0%     |
| циганська  | 3              | 0,1%     |
| українська | 1              | < 0,1%   |

Склад населення комуни за віросповіданням:
| Релігія            | Кількість осіб | Відсоток |
| ------------------ | -------------- | -------- |
| православні        | 4146           | 81,8%    |
| реформати          | 398            | 7,9%     |
| п'ятдесятники      | 285            | 5,6%     |
| адвентисти         | 42             | 0,8%     |
| греко-католики     | 22             | 0,4%     |
| римо-католики      | 11             | 0,2%     |
| баптисти           | 2              | < 0,1%   |
| не релігійні       | 2              | < 0,1%   |
| унітарії           | 1              | < 0,1%   |
| не вказали релігію | 1              | < 0,1%   |